# The Bingo Long Traveling All-Stars & Motor Kings
The Bingo Long Traveling All-Stars & Motor Kings é um filme americano lançado em 1976 e dirigido por John Badham.